# الشمس في كفي (مسلسل)
الشمس في كفي، هو مسلسل تلفزيوني عراقي عرض في عام 1996.

## الممثلون
- رياض أحمد
- هناء محمد
- فوزية حسن
- ريكاردوس يوسف
- فاطمة الربيعي
- محمد زهير حسام
- عماد الصافي
- نجم عبد سهيب
- إيناس طالب